# 大光显
大光显（韓語：대광현，?—?），渤海王大諲譔的世子。926年遼與渤海國的戰爭，契丹国灭渤海国，渤海王大諲譔被俘虏。契丹在渤海领地设置东丹国，皇长子耶律突欲（耶律倍）被任命为国王。934年，世子大光显率部民数万越过了鸭绿江，逃亡王氏高丽。
大光显被高麗太祖王建赐名王繼，居白州（今黄海南道白川郡）。大光显一族中保持大姓者，在10世紀改为太姓。朝鮮半島的大姓及太姓，据说是大光显的后裔。

## 日野开三郎的猜测
根据日本学者日野开三郎在其著述《定安国考》中描述，渤海国灭亡后，渤海人的反抗运动兴起，在王弟大某（渤海王大諲譔之弟、名不详）的领导下，以上京龙泉府北方作为根据地。大光显在原渤海国西南部潜伏。930年，东丹王耶律倍在争夺契丹国帝位的政治斗争中失败，耶律倍因受皇帝耶律德光猜忌，逃奔后唐，东丹国名存实亡。王弟大某乘机占领忽汗城（龙泉府），大光显也在西京鸭绿府即位，建立后渤海。又收复了南京南海府（今朝鲜咸镜道）。934年，后渤海内讧，王弟大某联合南海府烈氏追击大光显，大光显逃亡高丽。